# Bridget Phillipson

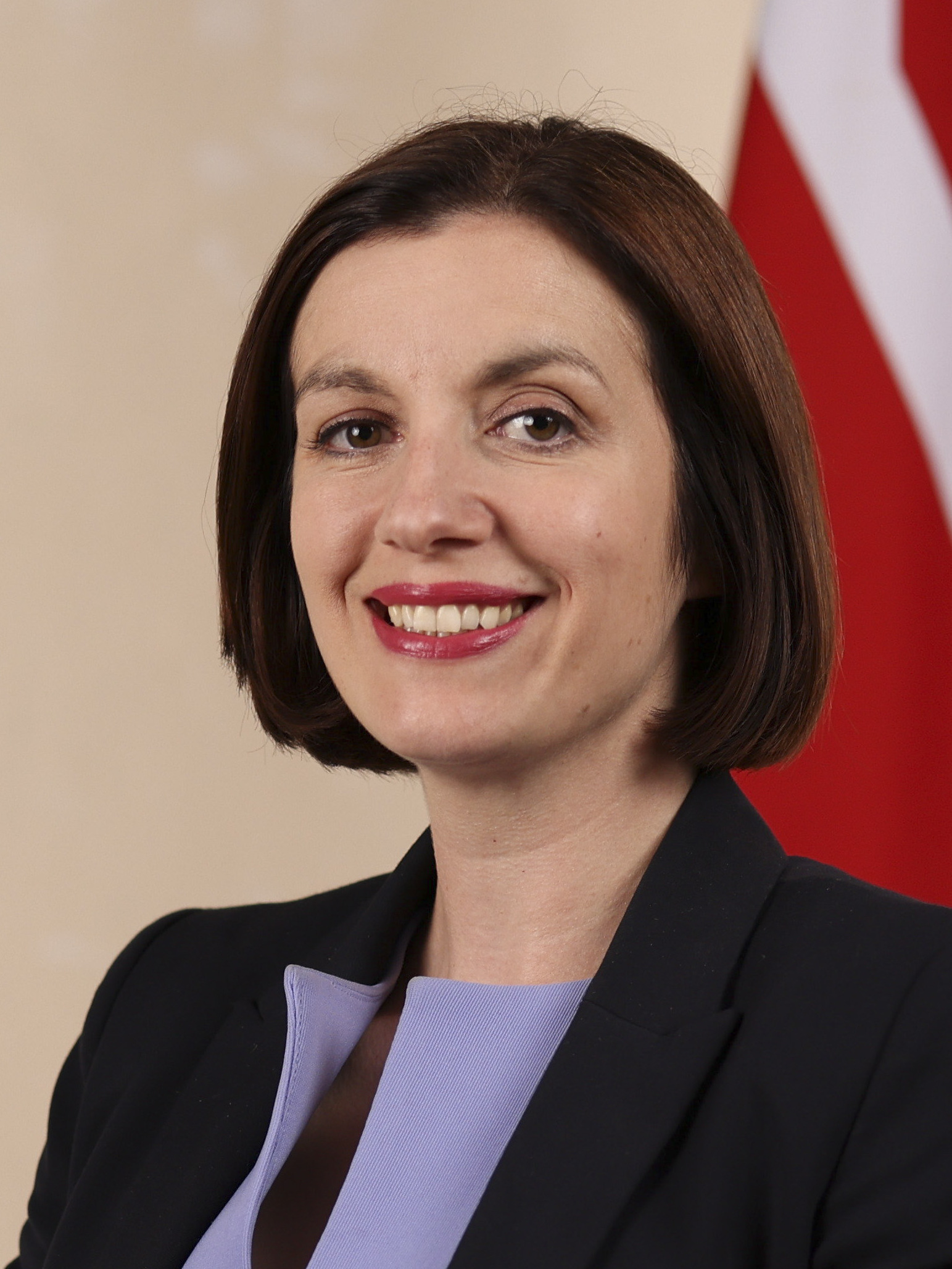
Bridget Phillipson, 2024

Bridget Maeve Phillipson (Gateshead, 19 december 1983) is een Britse politicus voor de Labour Party die in 2010 gekozen werd als lid van het   Lagerhuis voor het kiesdistrict Houghton and Sunderland South. In het kabinet-Starmer is ze sinds 5 juli 2024 minister van Onderwijs.  

## Biografie
Phillipson studeerde moderne geschiedenis en Frans aan de Universiteit van Oxford, waar ze in 2005 afstudeerde aan Hertford College.  Ze was op haar vijftiende al  lid geworden van Labour, en werd in 2003 verkozen tot covoorzitter van de Oxford University Labour Club.  
Na de universiteit werkte ze twee jaar bij de lokale overheid, en daarna  tussen 2007 en 2010 als manager bij een organisatie in Sunderland die onderdak biedt aan vrouwen die slachtoffer zijn van huiselijk geweld.  Bij de Lagerhuisverkiezingen van 2010 werd ze gekozen in het kiesdistrict Houghton and Sunderland South.  
Van 2020 tot 2021 was Phillipson schaduwstaatssecretaris van Financiën (Engels: Shadow Chief Secretary to the Treasury) in het schaduwkabinet van Labour onder leiding van Keir Starmer. Van 2021 tot de ontbinding van het Lagerhuis op 30 mei 2024 in de aanloop naar de algemene verkiezingen van 4 juli was Phillipson schaduwminister van Onderwijs (Engels: Shadow Secretary of State for Education).  
In het kabinet-Starmer is ze sinds 5 juli 2024 minister van Onderwijs. 